# Kaimana (regentschap)
Kaimana is een regentschap in het zuiden van de provincie West-Papoea van de republiek Indonesië. Het gebied beslaat een oppervlakte van 16.242 km² en telde in 2014, 53.366 inwoners. Het administratieve centrum is de plaats Kaimana.
In dit regentschap liggen de resten van een Nederlandse houten vesting,  Fort Du Bus bij het dorp Desa Lobo of Kampung Lobo. Deze nederzetting ligt aan de noordkant van de Tritonbaai.
Stadsgemeente: Sorong

Regentschappen: Fakfak · Kaimana · Manokwari · Maybrat · Raja Ampat · Sorong · Sorong Selatan · Tambrauw · Teluk Bintuni · Teluk Wondama